# Cessy

Cessy este o comună în departamentul Ain din estul Franței.